# Carmen Thomas

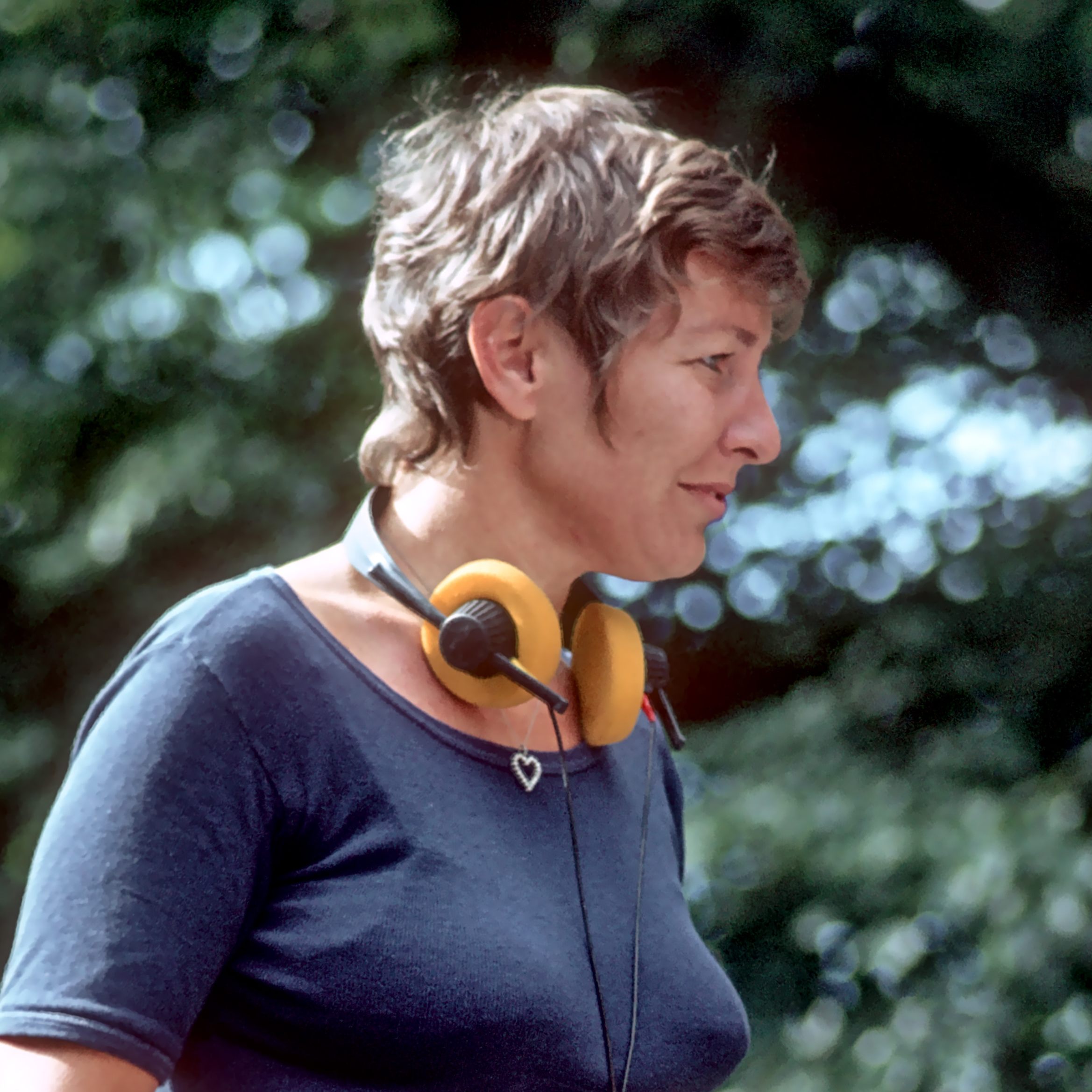
Carmen Thomas (1982)

Carmen Thomas (* 7. Mai 1946 in Düsseldorf) ist eine deutsche Journalistin, Autorin und Dozentin.

## Leben

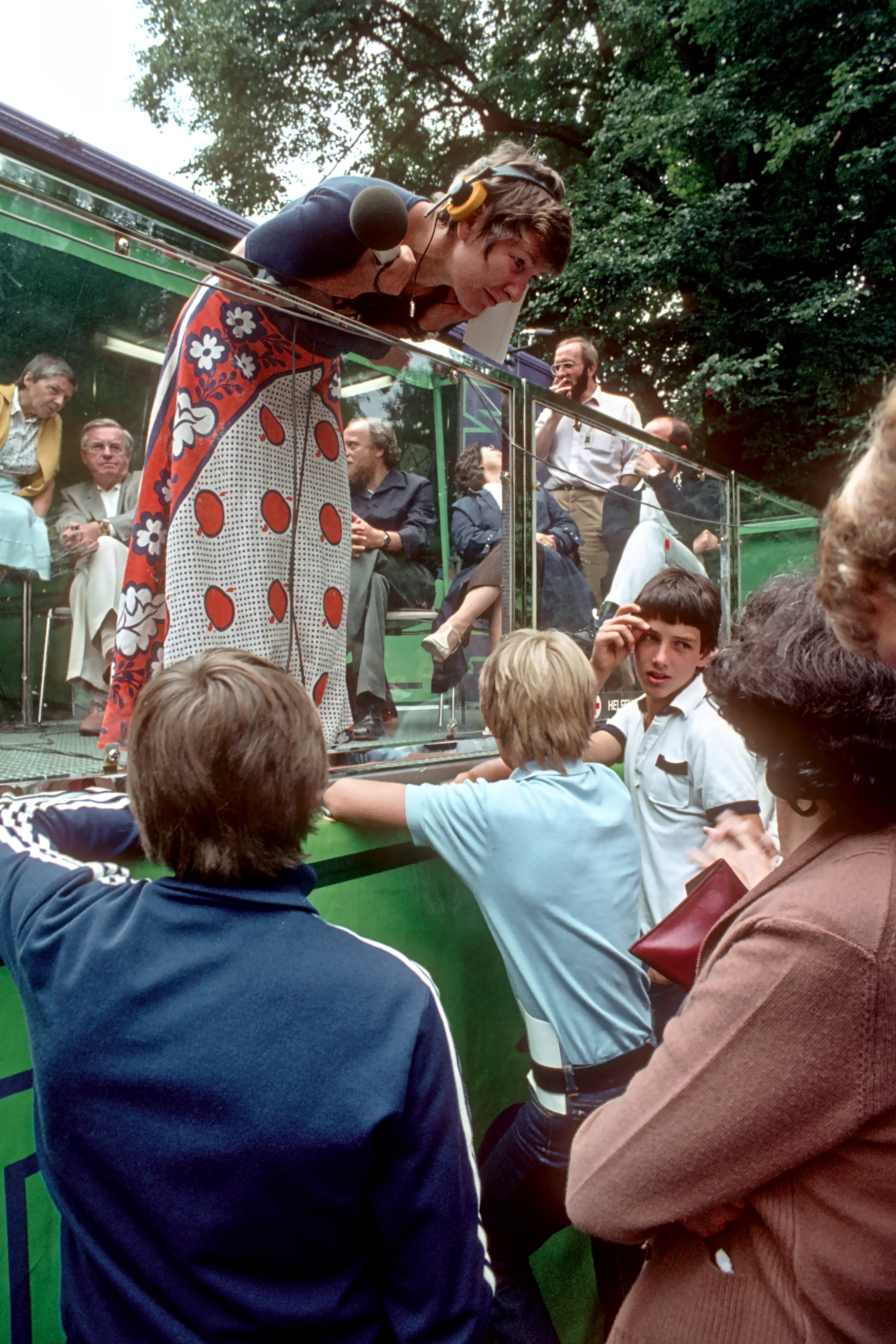
Sendung Hallo Ü-Wagen am 29. Juli 1982

Bereits während ihres Studiums der Germanistik, Anglistik und Pädagogik an der Universität Köln arbeitete sie ab 1968 zunächst als Moderatorin, dann als freie Reporterin, später als festangestellte Redakteurin und Programmgruppenleiterin für den Westdeutschen Rundfunk (WDR) in Köln. Dort sammelte sie 1968 im Alter von 21 Jahren erste Moderationserfahrung im Morgenmagazin im WDR-Hörfunk, bei dem sie bis 1974 mitwirkte. Von 1969 bis 1971 war sie Fernsehreporterin bei der Nachrichtensendung Hier und Heute. 1972 moderierte sie als erste Frau das TV-Tages-Magazin und bekam dadurch als erste deutsche Reporterin einen Jahresvertrag bei der BBC für die Sendung Midweek. Im Aktuellen Sportstudio im ZDF war sie die erste Sportmoderatorin im deutschen Fernsehen. Nach der Zeit beim Sportstudio moderierte sie die Talkshow 3 nach 9 und wechselte dann wieder zum Hörfunk. Zwischen 1974 und 1994 moderierte sie als Redaktionsleiterin und Moderatorin Hallo Ü-Wagen, die erste Mitmachsendung im Rundfunk, in der sie 20 Jahre lang wöchentlich Menschen zu vom Publikum angeregten Alltags- und Tabuthemen mit Experten und Publikum live interviewte. Ab 1976 entwickelte sie eine der ersten Selbsthilfegruppen Deutschlands.
Im Jahr 1989 erweiterte der WDR sein Organigramm um die Programmgruppe Forum für Mitmach-Sendungen, die Thomas rund 10 Jahre leitete. Von 1990 bis zu ihrem Ausscheiden 2006 war sie WDR-Programmgruppenleiterin. 
Thomas wurde 1995 als erste Frau mit dem Ohrenorden der Bürgergesellschaft Köln von 1863 ausgezeichnet. Der Ohrenorden, gestaltet und gestiftet von dem deutschen Bildhauer Kurt Arentz, wird seit 1991 jährlich an Personen verliehen, die „ihr Ohr am Puls der Zeit haben“ und auf jeweils unterschiedliche Art besondere gesellschaftliche und soziale Beiträge leisten oder geleistet haben. Das Wirtschaftsmagazin Forbes zählte sie 1990 zu den 100 einflussreichsten Frauen Deutschlands.
Carmen Thomas lehrte während 13 Jahren an Universitäten und coacht seit 1980 Menschen in der Wirtschaft, der Politik und den Medien. Seit 2001 ist sie geschäftsführende Direktorin der 1998 gegründeten 1. ModerationsAkademie für Medien + Wirtschaft Carmen Thomas in Ehreshoven.

### Thomas in der ZDF-SendungSportstudio
Am 3. Februar 1973 moderierte Thomas als erste Frau eine Sportsendung im deutschen Fernsehen, Das aktuelle Sportstudio im ZDF. Von konservativen Teilen der Öffentlichkeit wurde die Sport- und Politikberichterstattung durch Frauen zu dieser Zeit noch als unangemessen betrachtet. Vor ihrer zweiten Sendung veröffentlichte Bild am Sonntag bereits einen Verriss über sie. Thomas las den Artikel in der Sendung vor und kommentierte: „Sie brauchen heute nicht zu gucken, weil eine große deutsche Zeitung schon weiß, wie ich heute sein werde.“
Lebhafte Kritik in Medien und der Öffentlichkeit rief am 21. Juli 1973 Thomas’ Versprecher „FC Schalke 05 gegen – jetzt hab ich’s vergessen – Standard Lüttich“ hervor. Von Sportkommentatoren erwartete das Publikum die sichere Beherrschung der Fußball-Terminologie, insbesondere der Vereinsnamen. Obwohl oft berichtet wurde, der Schalke-05-Versprecher habe Thomas’ Laufbahn beim Sportstudio beendet – die Bild-Zeitung brachte die Geschichte erst 18 Tage später auf der Seite 1 mit der Behauptung, sie sei entlassen –, moderierte sie die Sendung noch weitere anderthalb Jahre. Das Sportstudio gab sie erst auf, nachdem sie auf dem Weg einer gerichtlichen Klage ihre Festanstellung beim WDR erwirkt hatte, für den sie regelmäßig tätig war.
Am 21. Mai 2006 erklärte Thomas in einer Ausgabe des Nachtstudios im ZDF, Als der Ball noch rund war – Erinnerungen an einen Volkssport, dass die Bild-Kampagne gegen ihre Person in Wahrheit gegen den ZDF-Sportchef Hanns Joachim Friedrichs gerichtet gewesen sei, der als Politikredakteur, dazu SPD-nah, neuer Hauptabteilungsleiter Sport geworden war. Er habe sich damals zum Ziel gesetzt, „Sport und Fußball mit mehr Qualität und Niveau“ mit Unterstützung von anderen als reinen Sportmoderatoren aufzubereiten.

## Schriften
Thomas veröffentlichte 15 Bücher, darunter 1993 ihr erfolgreichstes Buch Ein ganz besonderer Saft – Urin über Urin in der Landwirtschaft, dem Handwerk, dem Haushalt und der Eigenharnbehandlung, das 2013 als Jubiläumsausgabe mit aktualisierten Informationen erschien. Ein weiterer Bestseller, Berührungsängste? Vom Umgang mit der Leiche, erschien im Jahr 1994. Zehn ihrer Bücher befassen sich mit der praktischen Kommunikation mit sich selbst und mit anderen.

## Engagement
- Mitglied des Bürgerkomitees alternative Ehrenbürgerschaft, das in Köln die "alternative Ehrenbürgerschaft" vergibt[13]
- seit 1996 Ehrenmitglied des Axel-Springer-Preises für junge Journalisten
- seit 2000 Mitglied der Jury des Juliane-Bartel-Medienpreises der niedersächsischen Landesregierung
- seit 2004 Jury-Mitglied des RWTH-Preises Wissenschaftsjournalismus
- seit 2009 Beiratsmitglied Forschungsorientierte Gleichstellung der Technischen Universität Darmstadt
- Jurymitglied Förderpreis Inklusion Arbeitsgemeinschaft Gemeindepsychiatrie e. V.